# فهرست افراد دارالفنون
بسیاری از دانش آموختگان دارالفنون در طول دهه‌های بعد از تأسیس دارالفنون در تاریخ و فرهنگ ایران اثرگذار بوده‌اند.

## دانش آموختگان دوره‌های اول
از آنجا که پیوند با خانواده‌های بزرگ یا افراد ذی‌نفوذ از عوامل کلیدی در راهیابی به دارالفنون به خصوص در سال‌های ابتدایی بوده‌است در این جدول پیوندهای خانوادگی نیز ذکر شده‌است.
| نام                         | پیوند خانوادگی       | عنوان                      | تاریخ مرتبط                           | رشته تحصیلی          | اهمیت                                                                          | منبع |
| --------------------------- | -------------------- | -------------------------- | ------------------------------------- | -------------------- | ------------------------------------------------------------------------------ | ---- |
| محمد صادق‌خان قاجار شامبیاتی |                      | امین نظام                  | اولین گروه                            | توپخانه              | اولین فارغ التحصیل دارلفنون                                                    | ۱    |
| عباس خان                    | پسر میرزا رضا مهندس  | مشاورالدوله - مهندس حضور   |                                       | هندسه، ریاضی، مهندسی | شهردار تهران، وزیر جنگ                                                         | ۱    |
| عبد الغفار                  |                      | نجم الملک                  |                                       | ریاضی                | برگزاری اولین سرشماری در ایران - معلم دارالفنون                                | ۱    |
| عبدالمجید میرزا             | نوه فتحعلیشاه        | عین الدوله                 | اولین گروه                            | پیاده نظام           | نخست وزیر مظفرالدین شاه                                                        | ۱    |
| علی قلی هدایت               | پسر رضاقلی هدایت     | مخبر الدوله                | اولین گروه                            |                      | رئیس تلگراف - وزیر آموزش                                                       | ۱    |
| حسین علی                    |                      | شیخ الاطبا                 | وفات ۱۹۰۴                             | پزشکی                | پزشک مخصوص ناصرالدین شاه و مظفرالدین شاه                                       | ۱    |
| جعفر قلی هدایت              | پسر رضاقلی هدایت     | نیر الملک                  | اولین گروه                            | هندسه، مهندسی        | مدیر دارالفنون - وزیر آموزش                                                    | ۱    |
| محمد حسن خان                | پسر حاجب‌الدوله       | صنیع الدوله، اعتمادالسلطنه | اولین گروه                            | علوم نظامی           | ریاست دارالترجمه همایونی، مترجم ناصرالدین شاه، وزیر انطباعات                   | ۱    |
| میرزا محمود خان قمی         |                      | مشیرالوزرا، مشاورالملک     | دو سال در دارالفنون و اعزام به فرانسه | علوم طبیعی           | تحصیل نجوم در پاریس و کشف سیارکی در آنجا                                       | ۱، ۲ |
| مهدی شقاقی                  |                      | ممتحن الدوله               |                                       |                      | تحصیل معماری در فرانسه، طراحی مجلس شورای ملی، کاخ فیروزه و مسجد سپهسالار       | ۱    |
| علی اکبر کاشانی             | از بستگان امین الملک | مزین الدوله                | اولین گروه                            | فرانسه و نقاشی       | تحصیل نقاشی در فرانسه، تدریس نقاشی، فرانسه، موسیقی و تأسیس نمایش‌خانه دارالفنون | ۱    |
| عبدالوهاب                   |                      |                            | اولین گروه                            | پزشکی                | پزشک مخصوص ظل‌السلطان                                                           | ۱    |
| علینقی                      |                      | حکیم الممالیک              | اولین گروه                            | پزشکی                | تحصیل پزشکی در فرانسه، پزشک دربار                                              | ۱    |

## دانش آموختگان دوره‌های بعد
| نام                       | عنوان                     | تاریخ مرتبط         | رشته تحصیلی    | اهمیت | منبع  |
| ------------------------- | ------------------------- | ------------------- | -------------- | --- | ----- |
| عباس اقبال آشتیانی        |                           | متولد ۱۸۹۶          |                | نویسنده و استاد دانشگاه                                                                                      | ۱     |
| عباسقلی خان قزوینی        | آدمیت                     |                     |                | بنیانگذار مجمع آدمیت                                                                                         | ۱     |
| عبدالرحیم همایون فرخ      |                           | متولد ۱۸۸۴          |                | نویسنده کتاب ۷ جلدی «دستور جامع زبان فارسی» یا «دستور فرخ»                                                   | ۱ و ۳ |
| عبدالله احمدیه            |                           | متولد ۱۸۸۶          | پزشکی          | پزشک، استاد دارالفنون                                                                                        |       |
| عبدالرزاق بغایری          |                           | ورود ۱۸۸۶           |                | ترسیم نقشه ایران و مشخص کردن مرزها با همسایگان                                                               | ۱     |
| علی اکبر خان نفیسی        | پزشکی                     | تولد ۱۸۴۶           |                | پزشک حاذق، نویسنده کتب متعدد پزشکی و «فرهنگ نفیسی»                                                           | ۱     |
| علی‌اکبر سیاسی             |                           |                     |                | از بنیانگذاران و رئیس دانشگاه تهران، چندین بار وزارت                                                         | ۱     |
| ابوالحسن بهرامی           | میرزا ابوالحسن خان دکتر   | متولد ۱۸۸۴          |                | نویسنده کتاب‌های پزشکی متعدد                                                                                  | ۱     |
| ابوتراب غفاری کاشانی      | میرزا تراب خان            | متولد ۱۸۶۳          | نقاشی          | سرتصویرگر وزارت انطباعات، تصویرگر روزنامه شرف                                                                | ۱     |
| محمد غفاری کاشانی         | کمال‌الملک                 | متولد ۱۸۴۸          | نقاشی          | تحصیل در ایتالیا و تأسیس هنرستان «مدرسه صنایع مستظرفه»                                                       | ۱     |
| احمد خان                  | کمال الوزرا               |                     |                | دستیار موسیو نوِژ در گمرک                                                                                     | ۱     |
| امان الله                 | ضیاء الدوله               | متولد ۱۸۶۹          |                | ورود به باریگاد قزاق و دستیار لیاخوف                                                                         | ۱     |
| اسدالله غفارزاده          |                           | متولد ۱۸۷۶          |                | روزنامه‌نگار، اولین دبیر حزب سوسیال دموکرات                                                                   | ۱     |
| غلام‌حسین رهنما            | رهنما                     | متولد ۱۸۷۹          | ریاضی، نجوم    | عضو آکادمی منجمان فرانسه، ریسس دانشکده فنی دانشگاه تهران                                                     | ۱     |
| حیدر میرزا شاهرخ‌شاهی      |                           |                     | پزشکی          | | ۱     |
| حسین هنگ آفرین            | هنگ آفرین                 | مرگ ۱۹۵۲            | موسیقی         | رئیس دسته موزیک قزاقخانه، سفر به روسیه و لندن برای ضبط صفحه                                                  | ۱     |
| عیسی خان صدیق             | دکتر                      | ورود ۱۹۰۹           | هندسه، ریاضی   | دستیار پروفسور براون در تدریس فارسی دانشگاه کمبریج، اخذ دکتری از دانشگاه کلمبیا، ریاست دانشگاه تهران، سناتور | ۱     |
| ابراهیم حکیمی             | حکیم الملک                |                     | پزشکی          | پزشک دربار، مشروطه‌خواه، بنیانگذار یک لوِِِژ فراماسونری                                                          | ۱     |
| ابراهیم خان علیزاده       | عمید السلطنه، عمید الحکما | متولد ۱۸۷۴          | پزشکی          | نماینده مجلس اول، فرماندار خراسان                                                                            | ۱     |
| اسماعیل خان مرزبان گیلانی | مودب السلطنه              |                     | پزشکی-چشم‌پزشکی | چشم پزشک مشهور در تهران                                                                                      | ۱     |
| اسماعیل خان سوادکوهی      | امیر موید                 |                     |                | نماینده مجلس از ساری                                                                                         | ۱     |
| جعفرخان                   | یامین الممالیک            | متولد ۱۸۷۶          | مهندسی         | کنسول در بغداد، فرماندار تهران                                                                               | ۱     |
| جهانگیرمیرزا شیرازی       | صور اسرافیل               | ورود ۱۸۹۳           |                | روزنامه‌نگار مشروطه خواه و مدیر روزنامه صوراسرافیل                                                            | ۱     |
| خلیل خان ثقفی             | اعلم الدوله               | ورود ۱۸۷۶           | پزشکی          | تحصیل طب در فرانسه، تأسیس بیمارستان در تهران                                                                 | ۱     |
| محمود علامیر              | احتشام السلطنه            | ورود۱۸۷۲            | مهندسی         | مشروطه طلب، رئیس اولین دوره مجلس                                                                             | ۱     |
| محمد علی فروغی            | ذکاءالملک                 | متولد ۱۸۷۵ ورود۱۸۸۹ | پزشکی          | ادیب، سیاستمدار و چند دوره نخست وزیر                                                                         | ۱     |
| محمد علی خان فرزین        | کلوب                      | ورود ۱۸۷۸           | علوم نظامی     | | ۱     |
| محمد معین                 |                           | ورود ۱۹۱۲           |                | استاد ادبیات دانشگاه تهران و مولف «فرهنگ معین»                                                               | ۱     |
| قاسم غنی                  |                           | ورود ۱۹۰۵           | پزشکی          | سیاستمدار، ادیب، پزشک                                                                                        | ۱     |
| صادق هدایت                |                           | متولد ۱۹۱۲          |                | نویسنده | ۱     |
| سلیمان‌میرزا اسکندری       |                           |                     |                | از بنیانگذاران حزب توده                                                                                      | ۱     |
| ولی الله نصر              |                           | متولد ۱۸۷۶          | پزشکی          | رئیس مدرسه علوم سیاسی، رئیس فرهنگ                                                                            | ۱     |
| یحیی خان                  | مشاورالوزرا               |                     | فرانسه         | شهردار مشهد                                                                                                  | ۱     |
| زین العابدین خان ادهم     | لقمان الممالک، فخر الادبا | متولد ۱۸۵۰          | پزشکی          | | ۱     |
| عبدالعظیم قریب            |                           |                     |                | |       |
| حسین معتمد                |                           |                     |                | |       |
| حسینعلی‌خان هندسی گوران    | مهندس گوران               | ۱۸۷۱                | معماری، نقاشی  | بنیانگذار آموزش و پرورش نوین در کرمانشاه، بنیانگذار مدرسه محتشمیه                                            |       |

## دبیرستان دارالفنون
در سال‌های ابتدایی قرن بیستم و پس از ایجاد ساختار آموزشی نوین ایران، جایگاه دارالفنون از مؤسسه آموزش عالی به دبیرستان متوسطه تنزل یافت. با این حال به دلیل وجود سابقه تاریخی آن، تحصیل در دبیرستان دارالفنون همچنان در بین خانواده‌های ایرانی هوادار  بسیار داشت. بسیاری از نامداران دهه‌های بعدی ایران همچنان از دانش‌آموختگان دبیرستان دارالفنون بودند، که اینان از آن جمله‌اند:
1. فریدون آدمیت
2. مجتبی مینوی
3. محمد قریب
4. منوچهر اقبال
5. سید جمال‌الدین قطب
6. مصطفی چمران
7. حاجی‌علی رزم‌آرا
8. احمدخشوعی
9. صدیقه دولت‌آبادی
10. عباس اقبال آشتیانی
11. عیسی صدیق
12. محمد اسلامی
13. رضا عامری
14. بهرام بیضایی
15. احمد زنگنه (نظامی)
16. حسین قضوی (بلدیه)

## توضیح درباره منابع
تمامی اطلاعاتی که در جداول با کد منبع ۱ مشخص شده‌اند از جدول‌های پایان‌نامه خانم دکتر مریم اختیار استخراج شده‌اند. منابع مورد استفاده ایشان برای گردآوری این اطلاعات بدین شرح است:
- روزنامه وقایع اتفاقیه، شماره ۳۹۴، ۹ نوامبر ۱۸۵۸
- آریانپور، بحیی. از صبا تا نیما، تهران ۱۹۹۳
- بامداد، مهدی. تاریخ رجال ایران. تهران ۱۹۶۸
- اعتمادالسلطنه، محمد حسن خان. مرآت البلدان، تهران ۱۹۸۹
- کریم زاده تبریزی، محمود. احوال و آثار نقاشان قدیمی ایران، لندن ۱۹۸۵
- محبی اردکانی، حسین. تاریخ موسسات تمدن جدید در ایران، تهران ۱۹۷۵
- هدایت، مهدی قلی خان. خاطرات و خطرات، تهران ۱۹۵۰